# 联纺西街道
联纺西街道，是中华人民共和国河北省邯郸市丛台区下辖的一个乡镇级行政单位。

## 行政区划
联纺西街道下辖以下地区：
永新里社区、永华里社区、永胜里社区、警校社区、常兴里社区和文明里社区。